# Nelson (Nova Zelândia)
Nelson é uma cidade na costa leste da Tasman Bay, e é o centro econômico e cultural da região de Nelson, na Nova Zelândia. Fundada em 1841, e chamada em honor do almirante Horatio Nelson, é a segunda mais antiga cidade a ser estabelecida no país e mais antiga da Ilha Sul. Ela foi proclamada cidade por carta régia em 1858. Nelson também é conhecida como a cidade do Sol.

## Economia
Nelson tem sua economia baseada em cinco principais indústrias, sendo elas o horticultura, pesqueira, turismo, silvicultura e agricultura, sendo o porto local o maior da Australásia.

## Panoramas

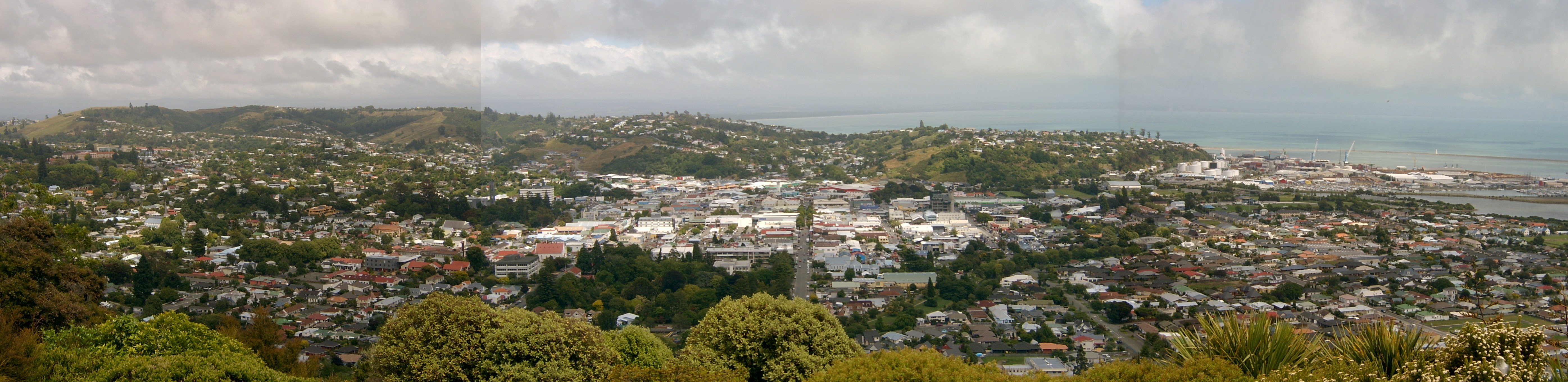
Um panorama da cidade de Nelson a partir do monumento do Centro da Nova Zelândia

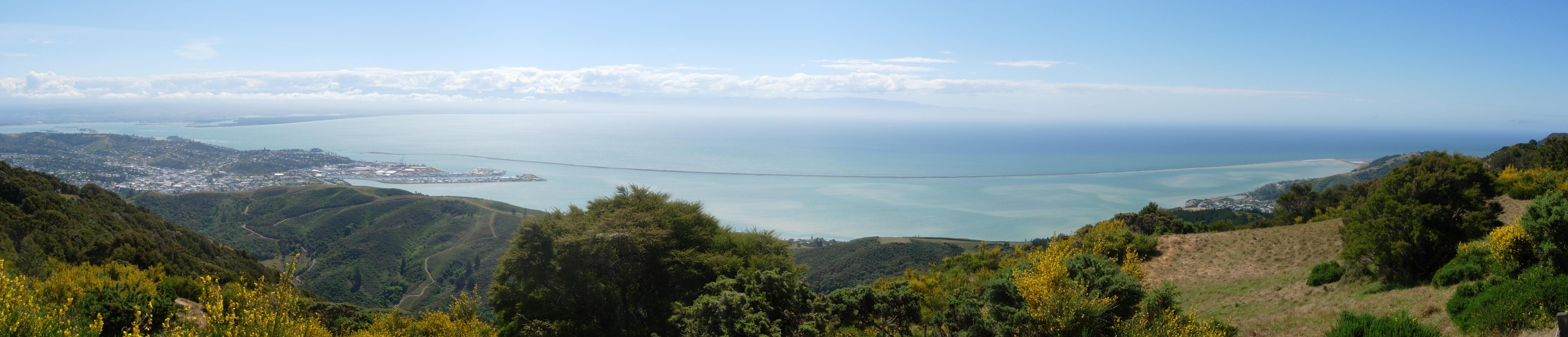
O Boulder Bank é uma formação natural incomum em Nelson.